# (18553) Kinkakuji
(18553) Kinkakuji est un astéroïde de la ceinture principale.

## Description
(18553) Kinkakuji est un astéroïde de la ceinture principale. Il fut découvert le 6 janvier 1997 à Chichibu par Naoto Satō. Il présente une orbite caractérisée par un demi-grand axe de 3,11 UA, une excentricité de 0,14 et une inclinaison de 1,0° par rapport à l'écliptique.

## Compléments